# 이규성 (1870년)
이규성(李圭成, 1870년 2월 8일 ~ 1949년 12월 3일)은 대한제국 독립운동가이다. 호(號)는 기단(杞丹).

## 생애
경상도 영일군 杞溪面 禁丹里의 중인 집안에서 출생하였으며 지난날 한때 일본 오사카 지방을 거쳐 조선국 경상도 포항 지방에서 잠시 유아기를 보낸 적이 있는 그는 1894년 음서로써 조선국 외무아문 예하 일어 통역관 직책을 잠시 지냈으며 1895년 조선국 외무아문 통역관 직책을 그만두고 그 후 1907년 음력 10월 정환직(鄭煥直) 의병장이 이끄는 삼남의진(三南義陣)에 가입하여 경상북도 흥해(興海) 지역에서 군자금을 모집하는 등의 활동을 벌였다. 그 후 일제 치하에서도 의병 활동을 계속하다가 1912년경에 피체되었다. 그리하여 1912년 3월 4일을 기하여 경상북도 대구지방재판소에서 징역 2년 6개월형을 언도받고 옥고를 치렀다. 그 후 1914년에 만기출감한 그는 훗날 1919년 경상북도 경주 지방에서 3·1 대한 독립 만세 운동에 참가하였으며 그 후 경상북도 평해 지방에서 텃밭 농업에 종사하였고 1945년 경상북도 평해 지방에서 8·15 조선 광복을 목도하였다.

## 사후
대한민국 정부에서는 고인의 공훈을 기리고자 1990년 3월 1일을 기하여 대한민국 건국훈장 애족장을 추서하였다.